# Elmlohe
Elmlohe is een dorp en voormalige gemeente in de Duitse deelstaat Nedersaksen. Sinds 2015 is het onderdeel van de gemeente Geestland. De oude gemeente was tot de opheffing per 2015 onderdeel van de Samtgemeinde Bederkesa in het Landkreis Cuxhaven. 
- Gemeinsame Normdatei: 7842917-1
- Virtual International Authority File: 242821858